# Ana María Llopis Rivas
Ana María Llopis Rivas (Carúpano, Venezuela, 1950) es una directiva venezolana fue desde 2011 hasta 2018 la presidenta de la cadena de supermercados DIA, al momento de su nombramiento era una de las dos únicas mujeres que dirigían empresas del índice IBEX 35.

## Trayectoria
Hija de Álvaro Llopis Lamela, médico español experto en epidemiología, que tuvo que exiliarse en Venezuela a finales de la década de 1940 y que fue profesor y asesor de la Organización Mundial de Salud, participando en campañas de erradicación de la fiebre amarilla.
Ana María Llopis es doctora Cum laude por la Universidad de Berkeley California en Ingeniería de Materiales y licenciada en Física y Matemáticas por la Universidad de Maryland.
Tras ocupar puestos directivos en sociedades como Procter & Gamble, Banesto y Schweppes decidió fundar y dirigir Openbank, tras lo cual formó parte del Órgano de Supervisión de ABN Amro. Hasta abril de 2011 ocupó el cargo de consejera de British American Tobacco y desde 2011 hasta 2018 fue presidente de la cadena de supermercados DIA. El 15 de octubre de 2018, en medio del desplome de las acciones de la cadena Dia en el IBEX, Ana María Llopis presenta su dimisión como presidenta.
En la actualidad, es Presidenta de ideas4all Innovation, que fundó tras el fallecimiento de su padre. Consejera no ejecutiva e independiente de Société Générale Global, y miembro del consejo de la Fundación José Félix Llopis.
Es una ferviente defensora del papel de la mujer en la empresa, de hecho fue una de las pocas presidentas de empresas IBEX 35 en España. No cree que los puestos de las mujeres en grandes empresas deban ser consecuencia de cuotas de igualdad, pero sí de su valía. Cree que la participación de la mujer en puestos directivos ayuda a encontrar nuevas ideas desde puntos de vista diferentes y con experiencias vitales diferentes. Por ello apuesta por impulsar la igualdad desde los propios procesos de selección.

## Premios y reconocimientos
- 2007: Premio Internacional  Women’s Forum.[6]
- 2013: Premio de Internet a la trayectoria profesional, otorgado por la Asociación de Usuarios de Internet (AUI).[6][10]
- 2016: Premio Liderazgo Mujer Directiva, otorgado por la Federación Española de Mujeres Directivas, Ejecutivas, Profesionales y Empresarias (FEDEPE).[6]